# Mon terrier
 (juin 2025).
Si vous disposez d'ouvrages ou d'articles de référence ou si vous connaissez des sites web de qualité traitant du thème abordé ici, merci de compléter l'article en donnant les références utiles à sa vérifiabilité et en les liant à la section « Notes et références ».
 (juin 2025).
Motif : Malgré l'existence de douze interwikis, y-a-t-il assez de sources justifiant la notoriété de ce court métrage d'animation ?
- Archive Wikiwix
- Bing
- Cairn
- DuckDuckGo
- E. Universalis
- Gallica
- Google
- G. Books
- G. News
- G. Scholar
- Persée
- Qwant
- (zh) Baidu
- (ru) Yandex
- (wd) trouver des œuvres sur Wikidata

| 1. | Préciser le motif de la pose du bandeau. | Précisez le motif de la pose du bandeau en utilisant la syntaxe suivante : {{admissibilité à vérifier\|date=août 2025\|motif=remplacez ce texte par le motif}}                   |
| 2. | Informer les utilisateurs concernés.     | Pensez à avertir le créateur de l'article, par exemple, en insérant le code ci-dessous sur sa page de discussion : {{subst:avertissement admissibilité à vérifier\|Mon terrier}} |

Pour plus de détails, voir Fiche technique et Distribution.
Mon terrier est un court métrage d'animation américain produit par Pixar Animation Studios et réalisé par Madeline Sharafian.

## Fiche technique
- Titre original : Burrow
- Réalisation : Madeline Sharafian
- Scénario : Madeline Sharafian
- Musique : David Lally
- Animation : Benjamin Su et Madeline Sharafian
- Production : Michael Capbarat
  - Production déléguée : Lindsay Collins et David Lally
- Sociétés de production : Pixar Animation Studios et Walt Disney Pictures
- Société de distribution : Walt Disney Studios Motion Pictures International
- Pays de production :  États-Unis
- Durée : 6 minutes
- Date de sortie :
  - États-Unis : 25 décembre 2020 (Disney+)